# Zagłębie Wałbrzych
Zagłębie Wałbrzych é uma equipe polonesa de futebol com sede em Wałbrzych. Disputa a segunda divisão de Polónia (Campeonato Polonês de Futebol).
Seus jogos são mandados no Stare Zagłębie, que possui capacidade para 2.000 espectadores.

## História
O Zagłębie Wałbrzych foi fundado em 12 de Dezembro de 1945.